# Prezident Brazílie
Prezident Brazílie je hlavou státu a zároveň vedoucí osobou federální vlády Brazilské federativní republiky. Prezidentský systém byl v Brazílii ustanoven v roce 1889, poté co byl vojenským pučem svržen císař Pedro II. Volba prezidenta je pro občany starší 18 let v této zemi povinná.

## Pravomoci
V důsledku v Brazílii zavedeného prezidentského systému má hlava státu mnoho důležitých pravomocí. Řídí vládu, reprezentuje zemi v zahraničí, jmenuje členy vlády a se souhlasem senátu také členy Nejvyššího federálního soudu. Prezident je také vrchním velitelem ozbrojených sil.
Prezident Brazílie má také významné zákonodárné pravomoci, které mu umožňují navrhovat zákony v Národním kongresu nebo vydávat tzv. „prozatímní opatření“ (Medidas Provisórias). Tato opatření, používaná v případě nouze nebo v časové tísni, mají platnost zákona a není možné je vydávat ve všech oblastech práva (nesmí být použita ke zvýšení daní, v oblasti trestního práva, ke změně volebního zákona atd.). Platnost těchto opatření nastává okamžitě, ještě předtím než o nich hlasuje Kongres, účinná mohou být až 60 dní. Během této doby je může Kongres buď zrušit, nebo schválit. Pokud je schválí, stávají se řádným zákonem.